# 宇塚至誠堂
株式会社宇塚至誠堂（うづかしせいどう）は、栃木県宇都宮市問屋町3172-33に本社を置く主に医薬品・医療機器の卸売りを扱う企業であった。現在は、共創未来グループの一社「東邦薬品」である。

## 概要
- 代表取締役社長　宇塚義夫
- 資本金　1,000万円

## 沿革
- 昭和47年「東邦薬品」・「クラヤ薬品」・「福神」が茨城県に営業所を開設
- 昭和48年3月「有限会社宇塚至誠堂本店」から卸部門を分離して、資本金1,000万円で「株式会社 宇塚至誠堂」を設立
- 昭和53年4月東京都の「東邦薬品」と合併し「宇都宮支店」として発足

## 備考
- 広域卸の侵攻により20億円市場（昭和53年当時）の栃木県内の地元卸のシェアの低下で経営が困難になった。
- この合併で、茨城県内の東邦薬品のシェアは15％になった。